# Karin Konoval
Karin Konoval (Baltimore (Maryland), 4 juni 1961) is een in Amerika geboren Canadese actrice.

## Biografie
Konoval werd geboren in Baltimore (Maryland), maar groeide op in Edmonton. Zij studeerde af met een Bachelor of Arts in theatergeschiedenis aan de Universiteit van Alberta in Edmonton. In 1981 verhuisde zij naar Vancouver om het acteren te leren aan de plaatselijke toneelschool. 
Konoval begon in 1986 met acteren in de film Firefighter, waarna zij in nog meer dan 130 films en televisieseries speelde. Zo speelde zij de rol van Maurice in Rise of the Planet of the Apes (2011), Dawn of the Planet of the Apes (2014) en War for the Planet of the Apes (2017). 

## Filmografie

### Films
Selectie:
- 2017 War for the Planet of the Apes - als Maurice
- 2014 Step Up All In - als Ana
- 2014 Dawn of the Planet of the Apes - als Maurice
- 2011 Rise of the Planet of the Apes - als Maurice
- 2010 Diary of a Wimpy Kid - als mrs. Irvine
- 2009 American Pie Presents: The Book of Love - als winkelmanager
- 2009 2012 - als Sally, secretaresse van de president
- 2007 In the Land of Women - als dr. Ida Rosen
- 2006 Black Christmas - als moeder van Billy
- 2006 The Tooth Fairy - als Elizabeth Craven
- 2005 Alone in the Dark - als zuster Clara
- 2004 Scooby-Doo 2: Monsters Unleashed - als Aggie Wilkins
- 1993 Double, Double, Toil and Trouble - als heks 2

### Televisieseries
Uitgezonderd eenmalige gastrollen.
- 2020-2022 Snowpiercer - als dr. Pelton - 23 afl.
- 2021 Big Sky - als Penelope Denesuk - 3 afl.
- 2018-2020 The Good Doctor - als verpleegster Deena Petringa - 13 afl.
- 2020 The Baby-Sitters Club - als Esme Porter / Morbidda Destiny - 3 afl.
- 2018 Beyond - als dr. Coleman - 2 afl.
- 2017 Dirk Gently's Holistic Detective Agency - als Frija Dengdamor - 5 afl.
- 2017 The Exorcist - als zuster Dolores - 3 afl.
- 2015 When Calls the Heart - als Agatha - 2 afl.
- 2014 Intruders - als Bobbi Zimmerman - 3 afl.
- 2012 R.L. Stine's The Haunting Hour - als oude Gresilda - 2 afl.
- 2010 Tower Prep - als verpleegtser - 3 afl.
- 2007 Tin Man - als Wicked Witch - 3 afl.
- 2006 Godiva's - als dr. Balfour - 2 afl.
- 2003-2004 The Dead Zone - als Sylvia Tesich - 2 afl.
- 2002-2003 John Doe - als Beehive - 3 afl.
- 1999 Aftershock: Earthquake in New York - als FEMA officier - 2 afl.
- 1996-1999 The Sentinel - als Nancy - 2 afl.
- 1998 Da Vinci's Inquest - als Linda Saltwyn - 2 afl.
- 1998 Millennium - als dr. Angela Horvath - 2 afl.
- 1996 Adventures in Parenting - als moeder - 2 afl.
- 1993-1994 Exosquad - als stem - 12 afl.
- 1987 21 Jump Street - als serveerster (2 afl.) en verpleegster (1 afl.)

- Gemeinsame Normdatei: 1061358925
- International Standard Name Identifier: 0000 0004 9783 9303
- Library of Congress Control Number: no2017007483
- MusicBrainz: 3cd119d4-6576-4e02-aaf1-01216b4bc1c8
- Virtual International Authority File: 311614692